# Lyngdals kommun
Lyngdals kommun (norska: Lyngdal kommune) är en kommun i Agder fylke som gränsar till Farsunds kommun i väster, Kvinesdals och Hægebostads kommuner i norr samt Lindesnes kommuner i öster. Kommunens centralort är staden Lyngdal.

## Historik
Man beräknar med att det bosatte sig människor längs sørlandskusten ganska snart efter senaste istiden. Det är osäkert när de första människorna kom till Lyngdal, men fynd från stenåldern visar att området mellan vattendragen Lygna och Litleåna var bebodda då. Området, som kallas Å, blev tidigt en transportknutpunkt och var ett maktcentrum på 500- och 600-talen. Vid Lyngdal kyrka ligger sju stora gravhögar som troligen kommer från äldre järnåldern och vikingatiden.
Det byggdes även en stenkyrka i området under medeltiden, men den revs då en ny kyrka skulle byggas 1847. Vid samma tid började även befolkningstalet i Lyngdal att öka. Fram till 1700-talets början var kommunen bara ett jordbruksområde med några få större och mindre gårdar. Från folkräkningen 1801 till nästa 1835 hade befolkningen ökat från 3 364 till 4 249 med en topp på 5 046 invånare 1865. Efter detta dämpades befolkningsväxten kraftigt och blev negativ på grund av utvandringen till Amerika. 1930 var invånarantalet nere i 3 684.

### Administrativ historik
Lyngdals kommun bildades likt många andra kommuner på 1830-talet. 1909 delades kommunen i Lyngdals, Austads och Kvås kommuner. 1963 slogs de tre kommunerna samman igen, tillsammans med en mindre del av Spangereids kommun.
Den 1 januari 2020 slogs kommunen samman med Audnedals kommun.

## Kommunvapen
Det nuvarande kommunvapnet togs i bruk den 1 januari 2020 och ersatte då Lyngdals respektive Audnedals tidigare kommunvapen. Trädet symboliserar kommunens tillväxtambitioner och samtidigt något som växer och trivs. Rötterna symboliserar historia, identitet och tillhörighet. Den gröna bakgrundsfärgen anspelar på jordbrukets historiska betydelse i både Audnedal och Lyngdal.
De nio löven i trädkronan anspelar på något nytt, det vill säga en ny kommun. Till exempel kommer det franska ordet för nio, "neuf", från ordet ny. De nio bladen symboliserar också den nya kommunens nio tätorter och centrumområden; Sveindal, Byremo, Konsmo, Viblemo, Kvås, Rom, Alleen, Austad och Korshamn.
De tre vita vågiga linjerna under trädet symboliserar en kommun i rörelse. De kan också symbolisera böljande hav och ängar eller fiske och jordbruk. Inte minst kan de symbolisera de tre älvarna som rinner genom den nya kommunen; Lygna, Audna och Mandalselva. Kommunen har också tre fjordarmar; Lyngdalsfjorden (i folkmun kallad Kvavikfjorden), Rosfjorden och Lenefjorden (Grønsfjorden). De tre vita vågorna är åtskilda från varandra av två gröna vågor som i sin tur står för de två dalgångarna, Lyngdalen och Audnedalen, som förenas i den nya kommunen.

### Lyngdals gamla kommunvapen
Blasonering: I grønt en stående sølv ku.
(I grönt fält en stående ko av silver.)
Kommunvapnet godkändes genom kunglig resolution den 27 mars 1987. Den lokala nötkreatursrasen Lyngdalsboskap var känd för sina goda egenskaper och har avlats systematiskt sedan slutet av 1800-talet. Till den årliga djurutställningen kom köpare från när och fjärran. Lyngsdalskon står också i brons framför kommunhuset.

### Upphörda vapen inom den nuvarande kommunen

Audnedals kommun (1991–2019)
Lyngdals kommun (1987–2019)

## Geografi
Kommunen sträcker sig från hav till hed. Den sydligaste punkten är Bispen i yttersta skärgården i närheten av Lindesnes fyr, medan den nordligaste punkten ligger vid gränsen mot Hægebostads kommun över fyra mil bort. I öst-västlig riktning sträcker sig kommunen över två mil, från Stangelifjellet vid Åptafjorden i väst till Storevatn vid Homeland i öst.
Ett av de mer speciella geografiska föremålen i kommunen är de tre stora fjordarna,
- Lyngdalsfjorden är uppdelad på flera armar och har en total längd på 32 km.
- Grønsfjorden, som går samman med Lehnesfjorden vid det trånga Jåsund är 179 meter djup. Det är en utbredd missuppfattning att Lehnesfjorden heter Grønsfjorden, troligen på grund av de alger som färgar Lehnesfjorden helt grön sommartid. Båda fjordarna är 12 km långa.
- Rosfjorden, som på grund av sin höga salthalt sällan fryser till är 11 km lång och därmed den kortaste av de tre fjordarna. På det djupaste stället, i närheten av Bærøy, är det 188 meter djupt. Detta är gynnsamt för sjöfarten och hamnen i Holmsundet har därför blivit Vest-Agders näst största, efter Kristiansand.

Det finns även flera höga bergstoppar. Kommunens högsta punkt är Kalåsknipen (506 m ö.h.). Andra toppar är Skyldalsheia (488 m ö.h.), Homsknipen intill Kalåsknipen (475 m ö.h.) samt Fagerhei (465 m ö.h.).

## Näringsliv
Lyngdal har traditionellt varit en lantbrukskommun och präglas fortfarande i hög grad av jordbruk. Det finns även flera medelstora industriföretag och på senare år har kommunen blivit ett handelscentrum för Listerregionen.

## Tätorter
I Lyngdals kommun finns tre tätorter:
- Lyngdal (centralort)
- Skomrak
- Svenevik

Orterna Byremo, Konsmo (Helle) och Årnes har tidigare räknats som tätorter men uppfyller inte längre kriterierna.

## Socknar
Inom Norska kyrkan är Lyngdals kommun indelad i tre socknar:
- Grindheims socken
- Konsmo socken
- Lyngdals socken

Socknarna ingår i Lister og Mandals prosteri i Agder og Telemarks stift.

## Kända personer
- Theis Lundegaard (1774–1856), politiker
- Gabriel Kirsebom Kielland (1796–1854), präst och missionär
- Gustava Kielland (1800–1889), diktare och missionär
- Ole Vollan (1837–1907), journalist och politiker
- Abraham Berge (1851–1936), politiker
- Trygve Haugeland (1914–1998), politiker
- Mirjam Kristensen (1978- ), författare
- Paul Gerhardt Birkeland, prost, kungavän och diktare
- Ingvild Stensland, norsk landslagsspelare i fotboll
- Benedikte Kvavik, norsk landslagsspelare i fotboll